# Nomada integerrima
Nomada integerrima är en biart som beskrevs av Dalla Torre 1896. Nomada integerrima ingår i släktet gökbin, och familjen långtungebin. Inga underarter finns listade i Catalogue of Life.